# Ütközőállam
Az ütközőállam két nagyobb, egymással ellenséges hatalom között fekvő semleges állam. A két erősebb szomszéd nem állomásoztat sereget a területén, viszont rendelkezhet saját katonai erőkkel, ez utóbbiban különbözik a demilitarizált zónától. Bármelyik szomszédos hatalom invázióját a másik agresszióként értelmezi, és háborút robbanthat ki. Megléte biztosítja, hogy a két nagyobb hatalom távolságot tartson egymástól, ezért az ütközőállam egyfajta konfliktuskerülő megoldás, a történelem során a nagyhatalmak sokszor törekedtek kialakítani és megtartani ilyen szerepű államformákat.

## Példák
- Finnország a svéd és az orosz birodalmak között a 17. században a svéd uralom idején
- Észak-Korea a kínai és a Dél-Koreában állomásoztatott amerikai osztagok között a hidegháború idején
- Afganisztán a 19. században a brit és az orosz birodalmak között
- Etiópia az afrikai gyarmatosítás időszakában, a francia és a brit fennhatóságú gyarmatok között